# Sinfonia n. 4 (Vaughan Williams)
La Sinfonia n. 4 in fa minore è una sinfonia di Ralph Vaughan Williams.
A differenza delle prime tre sinfonie di Vaughan Williams, non le è stato dato un titolo, affermando che era da intendersi come pura musica, senza alcuna ispirazione incidentale o esterna.
Diversamente da molte composizioni precedenti di Vaughan Williams, la sinfonia mostra una durezza di suono. Lo stesso compositore una volta osservò su questo, "Non sono affatto sicuro che adesso questo mi piaccia. Tutto quello che so è che è quello che volevo in quel momento". Il compositore britannico Sir William Walton apprezzò molto il lavoro, parlando di essa come "la più bella sinfonia dai tempi di Beethoven." Solo due sinfonie di Vaughan Williams finiscono con veemenza, la nº 4 e la nº 8.
L'opera fu eseguita il 10 aprile 1935 dalla BBC Symphony Orchestra condotta da Adrian Boult. La prima registrazione, realizzata due anni più tardi, vide il compositore stesso dirigere la stessa orchestra in quella che si rivelò l'unica registrazione commerciale di una delle sue sinfonie. Fu pubblicata su dischi a 78 giri nel Regno Unito dall'HMV e negli Stati Uniti dalla RCA Victor, e ristampata su LP e CD.
La prima negli Stati Uniti avvenne il 19 dicembre 1935 con Artur Rodziński e l'Orchestra di Cleveland. La prima esecuzione americana ad essere sopravvissuta sotto forma di registrazione fu la trasmissione del 14 marzo 1943 con la NBC Symphony Orchestra diretta da Leopold Stokowski. Fu l'unica volta che diresse il lavoro e la sua performance è stata distribuita in CD dalla Cala Records.

## Struttura
L'opera è in quattro movimenti con il terzo e il quarto collegati:
1. Allegro
2. Andante moderato
3. Scherzo: allegro molto
4. Finale con epilogo fugato: allegro molto

Un'esecuzione in media dura 32 minuti.
Dissonanza dall'inizio del primo movimento: 
Motivo germinale che si sviluppa oltre la dissonanza iniziale:
Motivo costruito di quarti (battute 14-15):

## Registrazioni
La quarta è l'unica sinfonia di Vaughan Williams ad aver avuto più registrazioni da direttori non britannici che da quelli britannici. L'elenco dei direttori comprende Dimitri Mitropoulos e Leonard Bernstein, entrambi con la New York Philharmonic. È stata registrata anche da André Previn, Leonard Slatkin, Paavo Berglund, Gennadij Roždestvenskij e Bernard Haitink. I direttori d'orchestra britannici che hanno registrato il lavoro oltre al compositore stesso includono Sir Malcolm Sargent (con la BBC Symphony Orchestra) Sir Adrian Boult, Vernon Handley, Paul Daniel, Richard Hickox e Sir Andrew Davis, oltre a Leopold Stokowski nella trasmissione 'live' in tempo di guerra di cui sopra. Nel 2011 l'Oregon Symphony l'ha eseguita e registrata per Music for a Time of War.

## L'affermazione di Peggy Glanville-Hicks
La sua allieva, la compositrice australiana Peggy Glanville-Hicks, affermò che Vaughan Williams aveva utilizzato il tema d'apertura del primo movimento della Sinfonietta per piccola orchestra in re minore da lei composta nello stesso 1935, tema che lei stessa avrebbe poi riutilizzato nell'opera The Transposed Heads (1953). Glanville-Hicks aveva completato la sua Sinfonietta tre mesi dopo la prima esecuzione della Sinfonia n. 4 di Vaughan Williams, ma sostenne di averla composta contemporaneamente al lavoro del maestro.